# Costantino Ducas (figlio di Costantino X)
Costantino Porfirogenito Ducas (in greco antico: Κωνστάντιος Δούκας?, Konstantios Doukas; 1060 – Durazzo, 18 ottobre 1081) è stato un imperatore e generale bizantino, co-regnante, in sequenza, insieme al padre Costantino X Ducas, al patrigno Romano IV Diogene e al fratello maggiore Michele VII Ducas.

## Biografia
Costantino Porfirogenito Ducas nacque nel 1060 dall'imperatore bizantino Costantino X, salito al trono alla fine dell'anno precedente, e dalla sua seconda moglie, Eudocia Macrembolitissa.
Durante il 1060, Costantino X elevò a co-imperatore due dei suoi tre figli, ovvero Costantino e il primogenito Michele, lasciando invece fuori Andronico. Costantino mantenne il suo titolo di co-imperatore durante il regno del padre, del patrigno Romano IV Diogene, salito al trono sposando la vedova Eudocia, e del fratello Michele VII, perdendolo quando quest'ultimo fu deposto dal Senato nel gennaio 1078, malgrado, tecnicamente, Michele avesse abdicato proprio in suo favore. Tuttavia, Costantino non aveva sostegno e il suo fallimento nell'affrontare la rivolta di Niceforo III Botaniate ne decretarono la perdita del trono nel giro di pochi giorni. Il 3 aprile 1078, dopo che Niceforo annientò l'ultimo esercito fedele a Costantino in Anatolia e la popolazione di Bisanzio si rivoltò contro il palazzo impedendo i negoziati, l'imperatore dovette arrendersi e accettare di prendere il voti in un monastero nelle Isole dei Principi, nel Propontide. A causa di ciò, venne anche annullato il suo fidanzamento con Anna Vsevolodovna di Kiev, a cui era stato promesso nel 1074.
Fu richiamato nella capitale nel 1081 dal nuovo imperatore, Alessio I Comneno, che aveva sposato una Ducaina, Irene. Alessio nominò Costantino generale e restaurò il suo titolo di co-imperatore, almeno a livello formale. Costantino guidò le forze bizantine contro i Normanni e morì nella battaglia di Durazzo il 18 ottobre 1081, quando il suo reggimento, la Guardia Variaga, venne isolata e massacrata.

## Fonti storiografiche
Esistono un numero limitato di fonti primarie sulla vita di Costantino Ducas, e le poche disponibili sono di difficile interpretazione a causa del fatto che spesso mancano di indicare chiaramente se ci si riferisce a Costantino Ducas o al suo omonimo nipote, figlio di Michele VII, nato nel 1074, e spesso solo un'accurata datazione del documento in esame permette di identificare il soggetto fra i due.

## Rappresentazioni storiche
Secondo alcuni, Costantino sarebbe raffigurato, insieme a Michele VII e a Geza I, sulla Corona di Santo Stefano, donata proprio da Michele VII a Geza in occasione della sua incoronazione a re d'Ungheria. Tuttavia, altri ritengono che il terzo personaggio sia piuttosto il suo omonimo nipote, figlio di Michele VII.